# أنواع أساليب تنظيم الأسرة

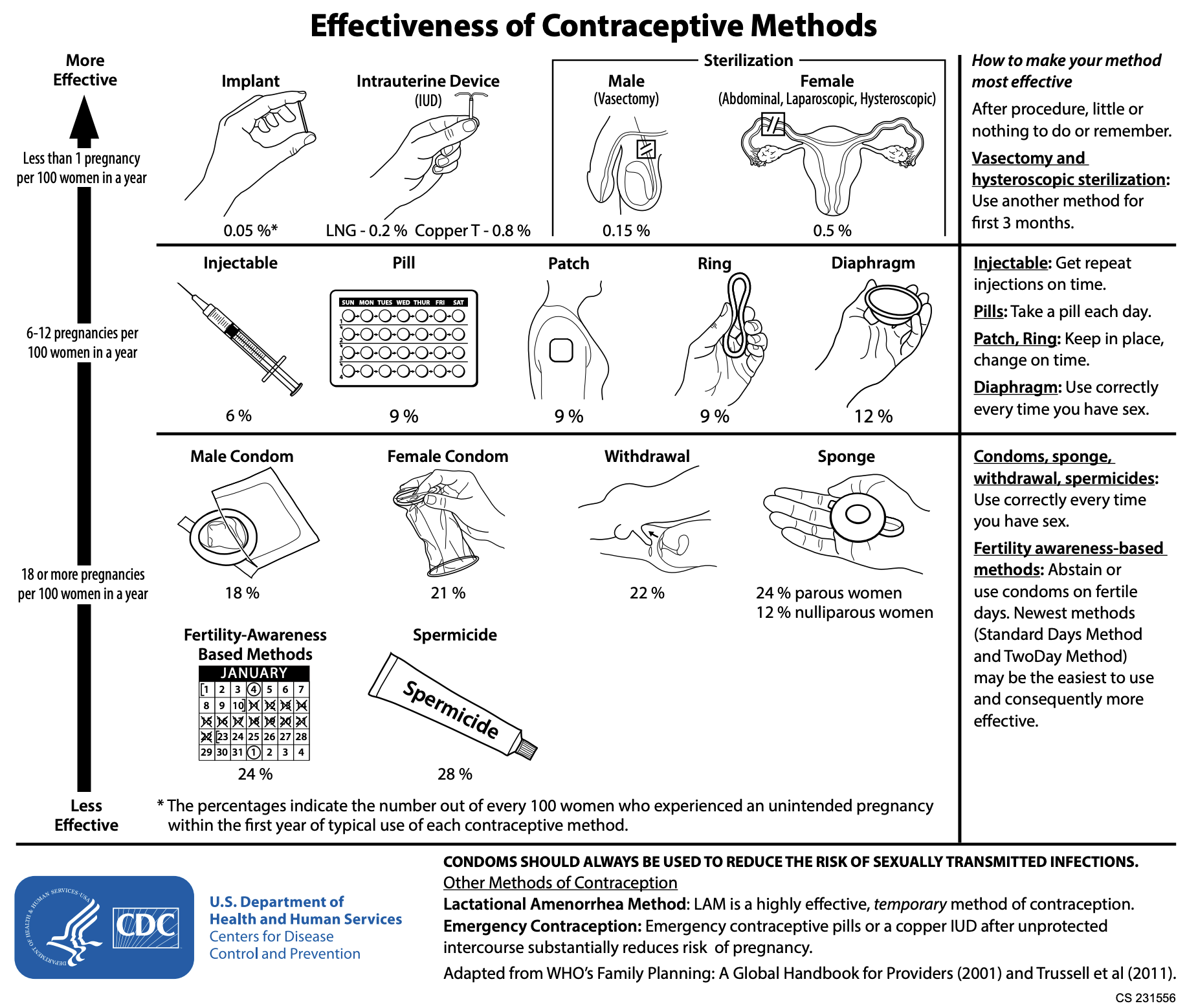

هناك العديد من الأساليب المختلفة لتحديد النسل، والتي تختلف من حيث المطلوب من المستخدم، الآثار الجانبية، والفعالية، ومن المهم أيضًا ملاحظة أنه ليس كل نوع من أنواع تحديد النسل مثاليًا لكل مستخدم، وفيما يلي الأنواع المختلفة لطرق الحاجز، مبيد النطاف، أو عازل الجماع التي يجب استخدامها في كل فعل من الجماع أو قبله.
وسائل منع الحمل الفورية مثل: الحواجز الجنسية وتشمل الأغشية، الأغطية، إسفنجة منع الحمل، والواقي الأنثوي، وقد توضع قبل بدء الجماع بعدة ساعات (لاحظ أنه عند استخدام الواقي الأنثوي يجب توجيه القضيب في مكانه عند بدء الجماع)، ويجب إزالة الواقي الأنثوي مباشرة بعد الجماع، وقبل النشوء، ويجب ترك بعض طرق الحاجز الأنثوي الأخرى في مكانها لعدة ساعات بعد ممارسة الجنس، حسب شكل قاتل الحيوانات المنوية المستخدم، وقد يتم تطبيقها من عدة دقائق حتي ساعة قبل بدء الجماع، بالإضافة إلى ذلك يجب تطبيق الواقي الذكري عندما ينتصب القضيب بحيث يتم تطبيقه بشكل صحيح قبل الجماع.
مع إدراج اللولب (جهاز داخل الرحم)، أو تعقيم الإناث أو الذكور، أو زرع الهرمون، هناك مطلوب قليل من المستخدم بعد الإجراء الأولي، حيث لا يوجد شئ يجب وضعه قبل الجماع لمنع الحمل، وتتطلب الطرق التي تتم داخل الرحم زيارات للعيادة للتثبيت أو الإزالة أو الاستبدال (إذا كان مرغوب) مرة واحدة فقط كل عدة سنوات (5-12) حسب الجهاز، وهذا يسمح للمستخدم أن يكون قادراً على المحاولة والحمل إذا رغب في ذلك عن طريق إزالة اللولب، وعلى العكس، فالتعقيم يكون إجراء دائم يتم مرة واحدة، حيث أنه بعد التحقق من نجاح الجراحة (لاستئصال الأوعية)، لا يتطلب من المستخدم عادة القيام بأي إجراء لاحق.
توفر عمليات الزرع وسيلة فعالة لتحديد النسل لمدة ثلاث سنوات دون أي إجراء من جانب المستخدم بين إدخال أو إزالة المزروع، ويشمل إدخال وإزالة المزروع إجراء جراحيًا بسيطًا.
تطلب وسائل منع الحمل عن طريق الفم بعض الإجراءات يوميًا، وهناك طرق هرمونية أخرى تتطلب أعمالًا أقل تكررًا
(أسبوعيًا للرقعة، مرتين في الشهر للحلقة المهبلية، شهريًا لمجموعة وسائل منع الحمل عن طريق الحقن، وكل اثنا عشر أسبوعًا لطلقات خلايا البروجيستيرون)، وتتطلب الأساليب القائمة على الوعي بالخصوبة اتخاذ بعض الإجراءات كل يوم لرصد وتسجيل علامات الخصوبة، وتتطلب طريقة انقطاع الحيض الإرضاعي كل أربع أو ست ساعات على الأقل.
 وسائل تنظيم الأسرة:
1. الهرمونية
2. الحاجز
3. اللولب
4. الطرق الطبيعية
5. حبوب منع الحمل

## الهرمونية
هذا الأسلوب يحتوي على الهرمونات تسمى هرمون الاستروجين والبروجستين التي تشبه هرمون الاستروجين والبروجسترون للمرأة الموجود في جسدها. وتشمل الحبوب والحقن والزرع. تعمل الأساليب الهرمونية عن طريق منع البيض من الإفراج عن المبيض، سماكة مخاط عنق الرحم لمنع الحيوانات المنوية من دخول الرحم، وترقيق بطانة الرحم لمنع زرع البيض المخصب.

## الحاجز
```
هو الذي يحاول منع الحمل عن طريق منع الحيوانات المنوية من دخول الرحم جسديا. وبالتالي يتم منع الحيوانات المنوية من الوصول إلى البيض. وهي تشمل الواقيات الذكرية، والواقيات الأنثوية، وقبعات عنق الرحم، والحجاب الحاجز، وإسفنج وسائل منع الحمل مع مبيدات الحيوانات المنوية. فهي لا تغير طريقة عمل جسم المرأة أو الرجل وتسبب آثار جانبية قليلة جدا.
```

## اللولب
هو جهاز صغير من البلاستيك أو النحاس يدخل في الرحم من الداخل ويتكون من قطعة صغيرة ومرنه وهو يشبه حرف T. وهو يعمل عن طريق خلق بيئة معادية للحيوانات المنوية. ويمكن أن تستمر لمدة 5-12 سنة.
1. يتكون اللولب من نوعين:

1) اللولب النحاسي: يعمل ببطء عن طريق الإفراج عن كمية صغيرة من النحاس داخل الرحم ويجب ازالته واستخدامه كل عشر سنوات
2) اللولب المفرز للهرمونات:- وهو يعمل ببطء عن طريق الإفراج عن كمية قليله من هرمون البروجسترون في الرحم.
- البروجسترون:

وهو عبارة عن مادة كيميائية تفرز في الجسم لتساعد في السيطرة على فترات الحيض.
- يجب تجنب استخدامه في الحالات التالية:

1) سرطان الرحم أو عنق الرحم
2) نزيف مهبلي غير مبرر
3) احتمالية أن تكون المأة حامل
4) تاريخ لحمل خارج الرحم

## الطرق الطبيعية
هذه هي طرق لتجنب الحمل التي لا تتطلب استخدام أي أجهزة أو المواد الكيميائية أو الأدوية. الطرق هي الرضاعة الطبيعية لل 6 أشهر الأولى المعروف أيضا باسم انقطاع الطمث اللبني وطريقة الوعي الخصوبة.
```
*) انقطاع الطمث
```

هذا الأسلوب ينطوي على استخدام العقم بعد الولادة الطبيعية للمرأة التي تحدث بعد الولادة ويمكن تمديدها عن طريق الرضاعة الطبيعية. الرضاعة الطبيعية حصرا للأشهر الستة الأولى يمكن أن تمنع المبايض من الإفراج عن بيضة. هذا الأسلوب لا يكلف أي شيء ولكن هو الأكثر فعالية لمدة 6 أشهر الأولى بعد الولادة.
```
*)الخصوبة
```

```
يتطلب أن تكون المرأة على علم عندما تكون خصبة خلال دورة الطمث لها وتجنب وجود الجماع غير المحمية في تلك الأيام. لمتابعة هذا الأسلوب، تحتاج النساء إلى معرفة دقيقة عن خصوبتها، إما من خلال التغيرات في درجة حرارة الجسم القاعدية أو التغيرات في مخاط عنق الرحم، أو عن طريق اتباع التقويم.
```

## حبوب منع الحمل
حبوب منع الحمل هو نوع من وسائل منع الحمل عن طريق الفم التي يجب أن تأخذ المرأة كل يوم. هذا الأسلوب هو الأفضل للنساء الذين يمكن أن نتذكر أن تأخذ حبوب منع الحمل كل يوم والذين يريدون الاستفادة من استعادة الخصوبة بسرعة.
1. من الآثار الجانبية لحبوب منع الحمل:-

1) زيادة الوزن
2) الغثيان
3) احتباس الماء
4) الصداع النصفي